# Інститут книги
Інститут книги (пол. Instytut Książki) — національний заклад культури, головною метою його діяльності є популяризація книг зокрема й читання загалом, а також пропаганда польської літератури та мови у світі. З 1 квітня 2010 року Інститут книги займається ще й публікацією часописів про меценатство та про національну спадщину.

## Історія
Інститут книги був відкритий 11 січня 2004 року в Кракові на вул. Щепанській, створення якої було ініційовано міністром культури Вальдемаром Добровським. У 2006 році було створено варшавську філію Інституту книги.
До 1 квітня 2016 року директором Інституту книги був Ґжеґож Ґауден. 4 квітня 2016 року на цю посаду був призначений Даріуш Яворський. Кшиштоф Келер став заступником директора.
2017 року Інститут почав реалізовувати проєкт «Польська полиця», який має на меті охопити читачів — як іноземних, так і польських — у різних країнах світу через місцеві публічні бібліотеки, пропагуючи знання про Польщу, польську культуру та історію, а також формування позитивного образу Польщі. «Польські полиці» були створені  у Великобританії (2017), США (2019), Україні (2021).
2023 року в рамках проєкту «Польська полиця в Україні», який реалізується Інститутом у співпраці з Українським інститутом книги, понад 1400 публічних бібліотек України безкоштовно отримали комплекти із 20 нових книжок — перекладів українською мовою польської класичної та сучасної літератури для дорослих і дітей. Повний бюджет проєкту склав близько 150 тисяч євро. Всі угоди на видання книжок і доставку були укладені і профінансовані польською стороною.

## Премія Трансатлантика
З 2005 року Інститут книги фінансує премію «Трансатлантика» у розмірі 10 тисяч євро, нею нагороджуються видатні перекладачі польської літератури. Переможці:
- 2005: Генрик Береска
- 2006: Андерс Будеґорд
- 2007: Альбрехт Лемпп
- 2008: Ксенія Старосельська
- 2009: Бісерка Райчич
- 2010: П'єтро Маркезані
- 2011: Власта Дворжачкова
- 2012: Ї Лічжун
- 2013: Кароль Лесман
- 2014: Білл Джонстон
- 2015: Лоранс Дієвр
- 2016: Константін Джамбашу
- 2017: Лайош Пальфальві
- 2018: Антонія Ллойд-Джонс[11]
- 2019: Гендрік Ліндепуу[12]